# Погоня (фильм, 1971)
«Погоня» (кит. трад. 追擊, упр. 追击, палл. Чжуй цзи, англ. The Chase) — гонконгский фильм с боевыми искусствами 1971 года, снятый режиссёром Ван Тяньлинем по собственному сценарию. Главные роли исполнили Мария И и Пол Тянь. Сюжет рассказывает о молодом фехтовальщике, разыскивающего убийцу своего отца.

## Сюжет
Молодой меченосец Ши Хайлун намеревается отомстить за смерть своего отца, при этом зная лишь то, что с этим связана секта Золотые Врата и человек по имени Хань Ичу.
Хайлун убивает двух разбойников из ассоциации Тяньлун, пытавшихся отобрать у него его меч. Эта разборка разжигает неприязнь между фехтовальщиком и ассоциацией, которой управляет Ичу.
Меч и фехтовальные навыки молодого парня привлекают внимание другого меченосца Вэй Пина и его соратницы Цзи Фанфан. Они оба пытаются подружиться с ним, но безуспешно. Путешествуя в одиночку, Хайлун наконец лишается своего меча — его крадут проходящие мимо молодая девушка Юнь Цай и старик Лю Ци.
Придя в штаб ассоциации, Хайлун попадает в засаду, устроенную бойцами Тяньлуна. В это время, обнажив свой меч, фехтовальщик с ужасом видит в своей руке фальшивку. Тем не менее, он продолжает бой в надежде увидеть Хань Ичу, который впоследствии появляется и убеждает парня уйти и вернуть себе настоящее оружие. Вэй Пин, тайно следивший за Хайлуном, замечает странное поведение Ичу. Пин сообщает Ичу, что он из секты Золотых Врат. Испугавшись, Ичу отводит Пина в тайную комнату.
Хайлун подозревает в краже Юнь Цай. Он обращается к ней с требованием вернуть краденное, что в итоге она и делает. Он также отказывается помогать ей в убийстве Ичу и уходит. Он натыкается на Фанфан, которая проверяет его боевые навыки на дуэли, после чего становятся друзьями. Хайлун сообщает ей, что пребывает в поисках убийцы своего отца, а она, в свою очередь, предлагает свою помощь. Они оба отправляются в штаб Тяньлун, где находят Ичу убитым в тайной комнате. Вскоре на них нападают бойцы ассоциации, но двоим друзьям удаётся сбежать. Появляется Юнь Цай и тайком прокрадывается в тайную комнату, где находит меч, похожий на меч Хайлуна, но фактически принадлежавший его покойному отцу. Этот меч приводит к тому, что её выбирают в качестве нового главы ассоциации.
Позже становится ясно, что Пин убил Ичу, когда пытался добиться от него правды. Ичу признал, что у него есть меч, который он когда-то получил после смерти отца Хайлуна и отца Пина в схватке, закончившейся вничью. Он пустил много слухов, чтобы разжечь новую вражду между семьями Цзи и Ши.
Юнь Цай, которая была любовницей Ичу, тоже знает об этом. Она пытается убедить Хайлуна в том, что это Пин виновен в смерти его отца. Тем не менее, Фанфан и Пин появляются вовремя, чтобы раскрыть её задумку. В конце концов Юнь Цай убивают.

## В ролях
| Актёр       | Роль                   |
| ----------- | ---------------------- |
| Мария И     | Цзи Фанфан             |
| Пол Тянь    | Ши Хайлун              |
| Цзинь Шань  | Вэй Пин                |
| Фан Синь    | Юнь Цай                |
| У Цзясян    | Лю Ци помощник Юнь Цай |
| Тан Цзин    | Хань Ичу               |
| Цзи Лянькуй | Лапа Тигра Хэ          |
| Ван Шили    | глава                  |
| Ям Хоу      | один из Трёх Убийц     |

## Восприятие
Борис Хохлов в рецензии на сайте Hong Kong Cinema назвал фильм «заметным», уточнив при этом, что в картине присутствует «почти детективная интрига», и несмотря на «переигрывание», критик высоко оценил постановку боевых сцен, названную им «практически идеальной» для начала семидесятых.